# La Libertad Avanza
Свобода Наступає (ісп. La Libertad Avanza (LLA)) — аргентинська політична коаліція правих і ультраправих партій, з консервативною ідеологією на соціальному та культурному рівні та лібертаріанською в економіці.

## Історія
La Libertad Avanza була заснована 14 липня 2021 року Хав'єром Мілеєм та Вікторією Вільярруель напередодні парламентських виборів того ж року. До альянсу увійшли партії "Рух за інтеграцію та розвиток", "Об'єднані за свободу та гідність", "Рух пенсіонерів та молоді" та Лібертаріанська партія , яка представляла себе лише в окрузі Буенос-Айреса, де отримала 13,90% голосів у голосуванні до Національного конгресу та 13,82% на одночасних виборах до оновленого складу міської ради, утвердившись як третя політична сила в столиці після «Разом до змін» і «Фронт усіх» .
Спочатку обмежена містом Буенос-Айрес, La Libertad Avanza згодом розширила свою територію діяльності на всю Аргентину, приймаючи в свої ряди різні партії, як на національному рівні Демократична партія, Лібертаріанська партія, Союз Блакиті та Білого, Партія віри та Федеральна партія оновлення та так і інших на провінційному рівні. Потім коаліція представила себе на національному рівні на загальних виборах 2023 року, отримавши 26,50% голосів на виборах до законодавчих органів і 29,99% на президентських виборах, вивівши свого кандидата Хав’єра Мілеї у другий тур, який він потім виграв з 55,69%  .

## Примітка
1. ↑  Victoria Villarruel apuntó contra Sergio Massa por participar de un acto de la Policía Federal: “Me parece escandaloso”
2. ↑  ALIANZAS RECONOCIDAS POR DISTRITO AL 27 DE JULIO DE 2021 (ісп.).
3. ↑  Javier Milei supera los 13 puntos y los libertarios se consolidan como tercera fuerza en la ciudad de Buenos Aires (ісп.). 12 settembre 2021.
4. ↑  Risultati delle elezioni generali del 2023 (ісп.).

## Інші проєкти
- Wikimedia Commons contiene immagini o altri file su La Libertà Avanza